# Neto (Fluss)

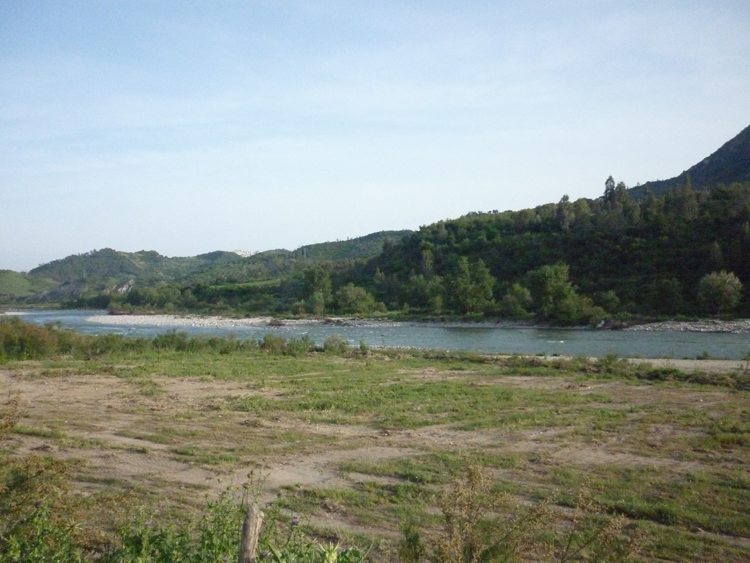
Der Neto beim Belvedere Spinello

Der Neto ist ein Fluss in der Provinz Cosenza, im Unterlauf in der Provinz Crotone, in Kalabrien, Italien. Nach dem Fluss Crati ist er der zweitlängste in Kalabrien.
Der Fluss entspringt in der Sila Grande an den Hängen des Timpone Sorbella. Er fließt in generell ostsüdöstlicher Richtung bis zu seiner Mündung in das Ionische Meer rund 14 km nördlich von Crotone und durchfließt dabei die Gemeinde San Giovanni in Fiore. Dabei nimmt er den von rechts kommenden Fluss Arvo und den Ampollino auf. Von links kommend fließen Lese und kurz vor der Mündung der Vitravo zu. Der Flusslauf wird von der Staatsstraße 107 von Cosenza nach Crotone begleitet, außerdem von der Bahnstrecke von Cosenza nach San Giovanni in Fiore.
Das Wasser des Flusses wird zur Bewässerung und zur Gewinnung von Elektroenergie genutzt.